# Đa dạng sinh học toàn cầu

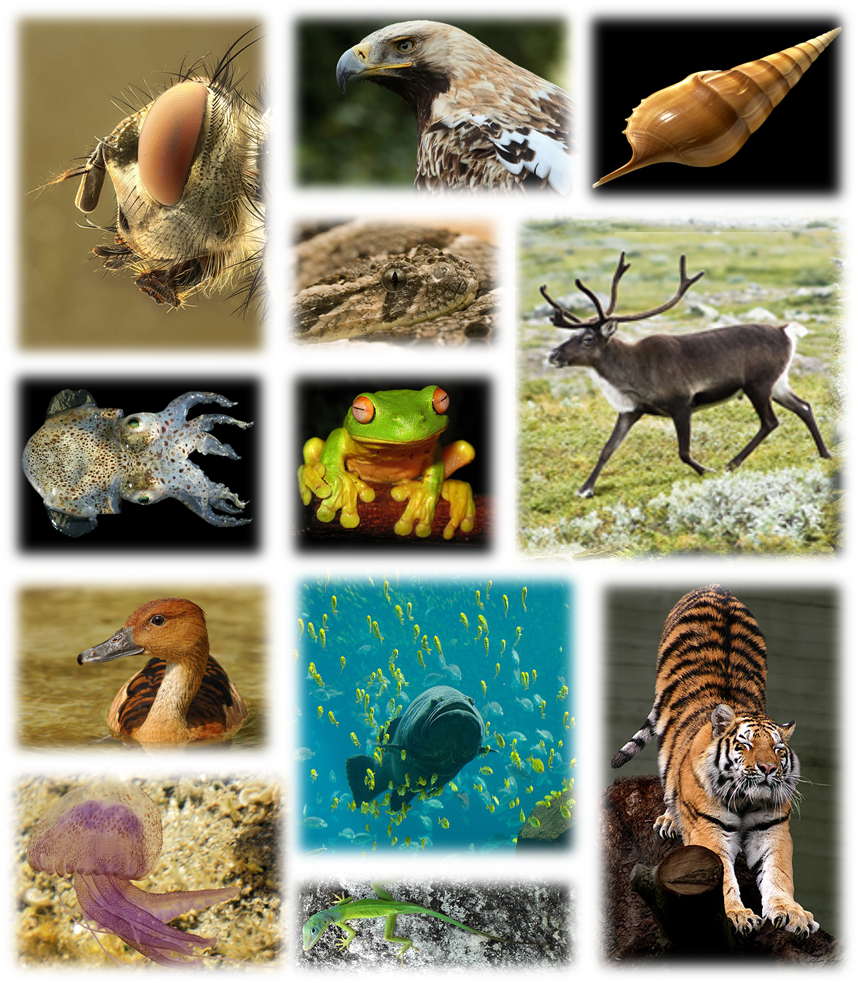
Ví dụ về sự đa dạng sinh học đa bào của Trái Đất.

Đa dạng sinh học toàn cầu là thước đo đa dạng sinh học trên hành tinh Trái Đất và được định nghĩa là tổng số biến thể của các dạng sống. Hơn 99% của tất cả các loài từng sống trên Trái Đất được ước tính là đã tuyệt chủng. Các ước tính về số lượng loài hiện nay trên Trái Đất nằm trong khoảng từ 2 triệu đến 1000 tỉ, trong đó khoảng 1,74 triệu đã được lập cơ sở dữ liệu cho đến nay  và hơn 80% vẫn chưa được mô tả. Dạo gần đây, vào tháng 5 năm 2016, các nhà khoa học đã báo cáo rằng 1 nghìn tỷ loài được ước tính hiện có trên Trái Đất mới chỉ một phần nghìn của một phần trăm đã được mô tả. Tổng số lượng các cặp base DNA trên Trái Đất, ước tính gần đúng với đa dạng sinh học toàn cầu, ước tính là 5.0 x 10 37, và nặng 50 tỷ tấn. Trong khi đó, tổng khối lượng của sinh quyển được ước tính là khoảng 4 TtC (nghìn tỷ tấn carbon).
Trong các nghiên cứu liên quan khác, khoảng 1,9 triệu loài còn tồn tại được cho là đã được mô tả đến nay, nhưng một số nhà khoa học tin rằng 20% là cùng loài, giảm tổng số loài được mô tả hợp lệ xuống còn 1,5 triệu. Vào năm 2013, một nghiên cứu được công bố trên tạp chí Science ước tính có khoảng 5 ± 3 triệu loài còn tồn tại trên Trái Đất. Một nghiên cứu khác, được công bố vào năm 2011 bởi PLoS Biology, ước tính có 8,7 triệu ± 1,3 triệu loài sinh vật nhân chuẩn trên Trái Đất. Khoảng 250.000 loài hóa thạch hợp lệ đã được miêu tả, nhưng đây được cho là một tỷ lệ nhỏ trong số tất cả các loài đã từng tồn tại.
Đa dạng sinh học toàn cầu bị ảnh hưởng bởi sự tuyệt chủng và đặc tính. Tỷ lệ tuyệt chủng nền khác nhau giữa các đơn vị phân loại nhưng người ta ước tính rằng mỗi loài tồn tại được 1 triệu năm thì có một tuyệt chủng. Ví dụ, các loài động vật có vú thường tồn tại trong 1 triệu năm. Đa dạng sinh học đã phát triển và thu hẹp trong quá khứ của Trái Đất do (có lẽ) các yếu tố phi sinh học như các sự kiện tuyệt chủng gây ra bởi những thay đổi địa chất nhanh chóng từ khí hậu. Biến đổi khí hậu 299 triệu năm trước là một trong những sự kiện như vậy. Khí hậu lạnh và khô đã dẫn đến sự sụp đổ thảm khốc của rừng nhiệt đới và sau đó là sự mất mát lớn về tính đa dạng, đặc biệt là các loài lưỡng cư.

## Các tác nhân ảnh hưởng đến đa dạng sinh học
Thay đổi môi trường sống (xem: phân chia sinh cảnh hoặc phá hủy môi trường sống) là động lực quan trọng nhất hiện nay ảnh hưởng đến đa dạng sinh học, vì khoảng 40% rừng và môi trường sống không bị đóng băng đã được chuyển đổi thành đất trồng trọt hoặc đồng cỏ. Các nguyên nhân khác là: khai thác quá mức, ô nhiễm, các loài xâm lấn và biến đổi khí hậu.

## Đo tính đa dạng
Đa dạng sinh học thường được biểu thị bằng sự phong phú của một khu vực địa lý, với một số sự đề cập đến quy mô thời gian. Các loại đa dạng sinh học bao gồm phân loại học hoặc loài, đa dạng sinh thái, hình thái và di truyền. Phân loại đa dạng, tức là số loài, chi, họ là loại được đánh giá là phổ biến nhất. Một số nghiên cứu đã cố gắng làm rõ mối quan hệ giữa các loại đa dạng khác nhau. Ví dụ, nhà sinh vật học Sarda Sahney đã tìm thấy mối liên hệ chặt chẽ giữa sự phân loại của động vật có xương sống và sự đa dạng sinh thái.

## Các loài đã biết

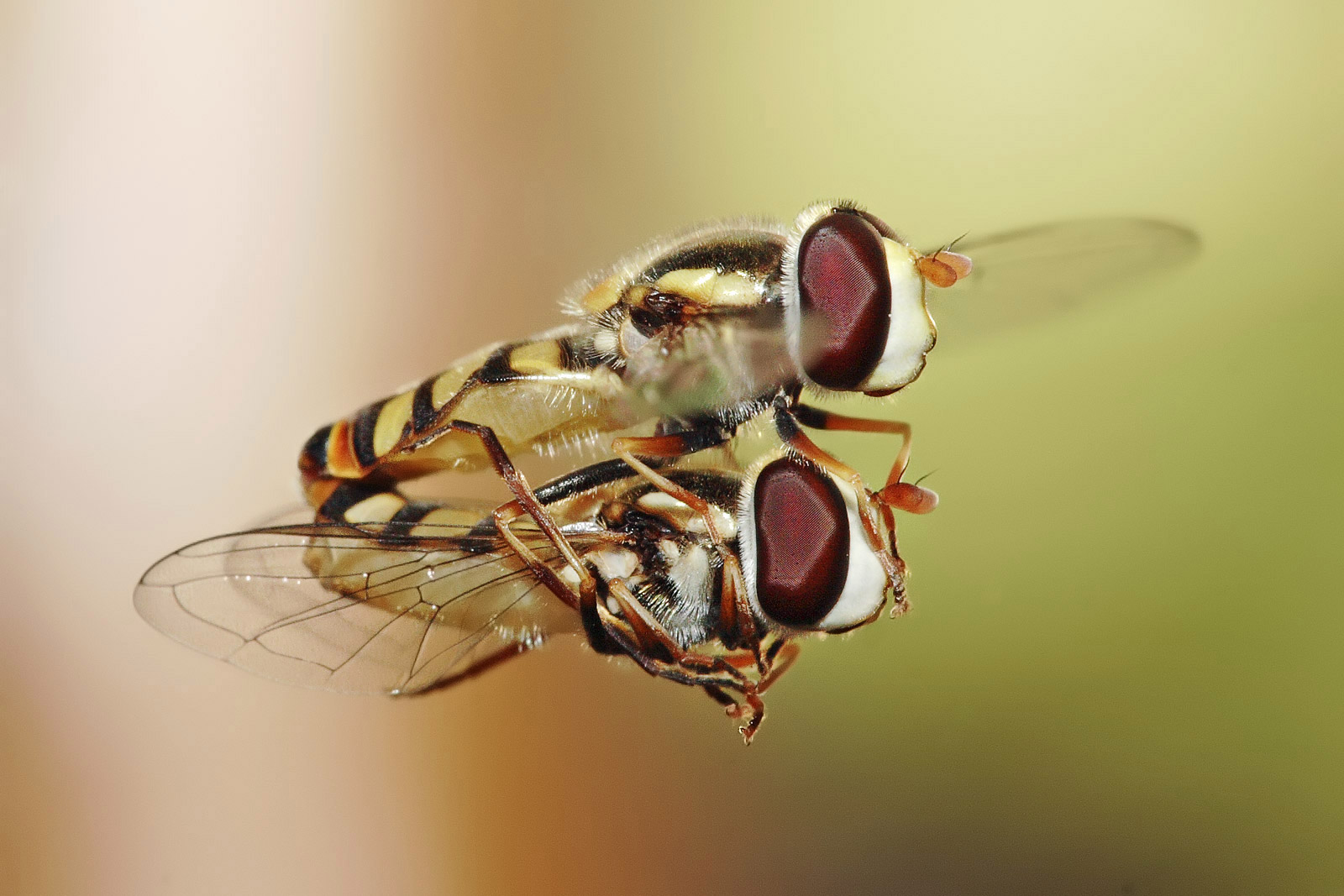
Côn trùng chiếm phần lớn các loài động vật.

Chapman, năm 2005 và 2009  đã cố gắng biên soạn số liệu thống kê gần đây có lẽ là toàn diện nhất về số lượng các loài còn tồn tại, dựa trên một loạt các nguồn đã xuất bản và chưa được xuất bản, và đã đưa ra một con số ước tính khoảng 1,9 triệu đơn vị phân loại được mô tả, như chống lại tổng số có thể từ 11 đến 12 triệu loài dự kiến (được mô tả cộng với chưa mô tả), mặc dù các giá trị được báo cáo cho loại sau là rất khác nhau. Điều quan trọng cần lưu ý là trong nhiều trường hợp, các giá trị được đưa ra cho các loài "Được mô tả" chỉ là ước tính (đôi khi là giá trị trung bình của các số liệu được báo cáo trong tài liệu) vì đối với nhiều nhóm cao hơn, đặc biệt, danh sách đầy đủ các tên loài hợp lệ hiện không tồn tại. Đối với các loài hóa thạch, con số chính xác hoặc thậm chí gần đúng khó tìm hơn; Raup, 1986  bao gồm dữ liệu dựa trên tổng hợp 250.000 loài hóa thạch, vì vậy con số thực sự chắc chắn có phần cao hơn con số này. Cũng cần lưu ý rằng số lượng loài được mô tả đang tăng lên khoảng 18.000–19.000 loài còn tồn tại và tiếp cận 2.000 loài hóa thạch mỗi năm vào thời điểm hiện tại, Số lượng tên loài được công bố cao hơn số lượng các loài được mô tả, đôi khi đáng kể, dựa trên công bố, theo thời gian, của nhiều tên (danh pháp đồng nghĩa) cho cùng một đơn vị phân loại được chấp nhận trong nhiều trường hợp. 
 Dựa trên báo cáo của Chapman (2009), số lượng ước tính các loài còn tồn tại và được mô tả tính đến năm 2009 có thể được chia nhỏ như sau: 
| Nhóm chính / nhóm thành phần | Nhóm chính / nhóm thành phần                                | Nhóm chính / nhóm thành phần                                | Mô tả                          | Ước tính toàn cầu (được mô tả + chưa được mô tả) |
| ---------------------------- | ----------------------------------------------------------- | ----------------------------------------------------------- | ------------------------------ | ------------------------------------------------ |
| Chordates                    | Chordates                                                   | Chordates                                                   | 64,788                         | ~80,500                                          |
| ↳                            | Mammals                                                     | Mammals                                                     | 5,487                          | ~5,500                                           |
| ↳                            | Birds                                                       | Birds                                                       | 9,990                          | >10,000                                          |
| ↳                            | Reptiles                                                    | Reptiles                                                    | 8,734                          | ~10,000                                          |
| ↳                            | Amphibia                                                    | Amphibia                                                    | 6,515                          | ~15,000                                          |
| ↳                            | Fishes                                                      | Fishes                                                      | 31,153                         | ~40,000                                          |
| ↳                            | Agnatha                                                     | Agnatha                                                     | 116                            | chưa rõ                                          |
| ↳                            | Cephalochordata                                             | Cephalochordata                                             | 33                             | chưa rõ                                          |
| ↳                            | Tunicata                                                    | Tunicata                                                    | 2,760                          | chưa rõ                                          |
| Invertebrates                | Invertebrates                                               | Invertebrates                                               | ~1,359,365                     | ~6,755,830                                       |
| ↳                            | Hemichordata                                                | Hemichordata                                                | 108                            | ~110                                             |
| ↳                            | Echinodermata                                               | Echinodermata                                               | 7,003                          | ~14,000                                          |
| ↳                            | Insecta                                                     | Insecta                                                     | ~1,000,000 (965,431–1,015,897) | ~5,000,000                                       |
|                              | ↳                                                           | Archaeognatha                                               | 470                            |                                                  |
|                              | ↳                                                           | Blattodea                                                   | 3,684–4,000                    |                                                  |
|                              | ↳                                                           | Coleoptera                                                  | 360,000–~400,000               | 1,100,000                                        |
|                              | ↳                                                           | Dermaptera                                                  | 1,816                          |                                                  |
|                              | ↳                                                           | Diptera                                                     | 152,956                        | 240,000                                          |
|                              | ↳                                                           | Embioptera                                                  | 200–300                        | 2,000                                            |
|                              | ↳                                                           | Ephemeroptera                                               | 2,500–<3,000                   |                                                  |
|                              | ↳                                                           | Hemiptera                                                   | 80,000–88,000                  |                                                  |
|                              | ↳                                                           | Hymenoptera                                                 | 115,000                        | >300,000                                         |
|                              | ↳                                                           | Isoptera                                                    | 2,600–2,800                    | 4,000                                            |
|                              | ↳                                                           | Lepidoptera                                                 | 174,250                        | 300,000–500,000                                  |
|                              | ↳                                                           | Mantodea                                                    | 2,200                          |                                                  |
|                              | ↳                                                           | Mecoptera                                                   | 481                            |                                                  |
|                              | ↳                                                           | Megaloptera                                                 | 250–300                        |                                                  |
|                              | ↳                                                           | Neuroptera                                                  | ~5,000                         |                                                  |
|                              | ↳                                                           | Notoptera                                                   | 55                             |                                                  |
|                              | ↳                                                           | Odonata                                                     | 6,500                          |                                                  |
|                              | ↳                                                           | Orthoptera                                                  | 24,380                         |                                                  |
|                              | ↳                                                           | Phasmatodea (Phasmida)                                      | 2,500–3,300                    |                                                  |
|                              | ↳                                                           | Phthiraptera                                                | >3,000–~3,200                  |                                                  |
|                              | ↳                                                           | Plecoptera                                                  | 2,274                          |                                                  |
|                              | ↳                                                           | Psocoptera                                                  | 3,200–~3,500                   |                                                  |
|                              | ↳                                                           | Siphonaptera                                                | 2,525                          |                                                  |
|                              | ↳                                                           | Strepsiptera                                                | 596                            |                                                  |
|                              | ↳                                                           | Thysanoptera                                                | ~6,000                         |                                                  |
|                              | ↳                                                           | Trichoptera                                                 | 12,627                         |                                                  |
|                              | ↳                                                           | Zoraptera                                                   | 28                             |                                                  |
|                              | ↳                                                           | Zygentoma (Thysanura)                                       | 370                            |                                                  |
| ↳                            | Arachnida                                                   | Arachnida                                                   | 102,248                        | ~600,000                                         |
| ↳                            | Pycnogonida                                                 | Pycnogonida                                                 | 1,340                          | chưa rõ                                          |
| ↳                            | Myriapoda                                                   | Myriapoda                                                   | 16,072                         | ~90,000                                          |
| ↳                            | Crustacea                                                   | Crustacea                                                   | 47,000                         | 150,000                                          |
| ↳                            | Onychophora                                                 | Onychophora                                                 | 165                            | ~220                                             |
| ↳                            | non-Insect Hexapoda                                         | non-Insect Hexapoda                                         | 9,048                          | 52,000                                           |
| ↳                            | Mollusca                                                    | Mollusca                                                    | ~85,000                        | ~200,000                                         |
| ↳                            | Annelida                                                    | Annelida                                                    | 16,763                         | ~30,000                                          |
| ↳                            | Nematoda                                                    | Nematoda                                                    | <25,000                        | ~500,000                                         |
| ↳                            | Acanthocephala                                              | Acanthocephala                                              | 1,150                          | ~1,500                                           |
| ↳                            | Platyhelminthes                                             | Platyhelminthes                                             | 20,000                         | ~80,000                                          |
| ↳                            | Cnidaria                                                    | Cnidaria                                                    | 9,795                          | chưa rõ                                          |
| ↳                            | Porifera                                                    | Porifera                                                    | ~6,000                         | ~18,000                                          |
| ↳                            | Động vật không xương sống khác                              | Động vật không xương sống khác                              | 12,673                         | ~20,000                                          |
|                              | ↳                                                           | Placozoa                                                    | 1                              | -                                                |
|                              | ↳                                                           | Monoblastozoa                                               | 1                              | -                                                |
|                              | ↳                                                           | Mesozoa (Rhombozoa, Orthonectida)                           | 106                            | -                                                |
|                              | ↳                                                           | Ctenophora                                                  | 166                            | 200                                              |
|                              | ↳                                                           | Nemertea (Nemertina)                                        | 1,200                          | 5,000–10,000                                     |
|                              | ↳                                                           | Rotifera                                                    | 2,180                          | -                                                |
|                              | ↳                                                           | Gastrotricha                                                | 400                            | -                                                |
|                              | ↳                                                           | Kinorhyncha                                                 | 130                            | -                                                |
|                              | ↳                                                           | Nematomorpha                                                | 331                            | ~2,000                                           |
|                              | ↳                                                           | Entoprocta (Kamptozoa)                                      | 170                            | 170                                              |
|                              | ↳                                                           | Gnathostomulida                                             | 97                             | -                                                |
|                              | ↳                                                           | Priapulida                                                  | 16                             | -                                                |
|                              | ↳                                                           | Loricifera                                                  | 28                             | >100                                             |
|                              | ↳                                                           | Cycliophora                                                 | 1                              | -                                                |
|                              | ↳                                                           | Sipuncula                                                   | 144                            | -                                                |
|                              | ↳                                                           | Echiura                                                     | 176                            | -                                                |
|                              | ↳                                                           | Tardigrada                                                  | 1,045                          | -                                                |
|                              | ↳                                                           | Phoronida                                                   | 10                             | -                                                |
|                              | ↳                                                           | Ectoprocta (Bryozoa)                                        | 5,700                          | ~5,000                                           |
|                              | ↳                                                           | Brachiopoda                                                 | 550                            | -                                                |
|                              | ↳                                                           | Pentastomida                                                | 100                            | -                                                |
|                              | ↳                                                           | Chaetognatha                                                | 121                            | -                                                |
| Plants sens. lat.            | Plants sens. lat.                                           | Plants sens. lat.                                           | ~310,129                       | ~390,800                                         |
| ↳                            | Bryophyta                                                   | Bryophyta                                                   | 16,236                         | ~22,750                                          |
|                              | ↳                                                           | Liverworts                                                  | ~5,000                         | ~7,500                                           |
|                              | ↳                                                           | Hornworts                                                   | 236                            | ~250                                             |
|                              | ↳                                                           | Mosses                                                      | ~11,000                        | ~15,000                                          |
| ↳                            | Algae (Plant)                                               | Algae (Plant)                                               | 12,272                         | chưa rõ                                          |
|                              | ↳                                                           | Charophyta                                                  | 2,125                          | -                                                |
|                              | ↳                                                           | Chlorophyta                                                 | 4,045                          | -                                                |
|                              | ↳                                                           | Glaucophyta                                                 | 5                              | -                                                |
|                              | ↳                                                           | Rhodophyta                                                  | 6,097                          | -                                                |
| ↳                            | Vascular Plants                                             | Vascular Plants                                             | 281,621                        | ~368,050                                         |
|                              | ↳                                                           | Ferns and allies                                            | ~12,000                        | ~15,000                                          |
|                              | ↳                                                           | Gymnosperms                                                 | ~1,021                         | ~1,050                                           |
|                              | ↳                                                           | Magnoliophyta                                               | ~268,600                       | ~352,000                                         |
| Fungi                        | Fungi                                                       | Fungi                                                       | 98,998 (incl. Lichens 17,000)  | 1,500,000 (bao gồm địa y~25,000)                 |
| Khác                         | Khác                                                        | Khác                                                        | ~66,307                        | ~2,600,500                                       |
| ↳                            | Chromista [bao gồm brown algae, tảo silic và các nhóm khác] | Chromista [bao gồm brown algae, tảo silic và các nhóm khác] | 25,044                         | ~200,500                                         |
| ↳                            | Protoctista [i.e. nhóm sinh vật nguyên sinh sót lại]        | Protoctista [i.e. nhóm sinh vật nguyên sinh sót lại]        | ~28,871                        | >1,000,000                                       |
| ↳                            | Prokaryota [ Vi khuẩn và Vi sinh vật cổ, excl. Cyanophyta]  | Prokaryota [ Vi khuẩn và Vi sinh vật cổ, excl. Cyanophyta]  | 7,643                          | ~1,000,000                                       |
| ↳                            | Cyanophyta                                                  | Cyanophyta                                                  | 2,664                          | chưa rõ                                          |
| ↳                            | Viruses                                                     | Viruses                                                     | 2,085                          | 400,000                                          |
| Tổng cộng (dự liệu năm 2009) | Tổng cộng (dự liệu năm 2009)                                | Tổng cộng (dự liệu năm 2009)                                | 1,899,587                      | ~11,327,630                                      |

## Ước tính tổng số loài
Tuy nhiên, tổng số loài của một số đơn vị phân loại có thể cao hơn nhiều.
- 10–30 triệu côn trùng;[20]
- 5–10 triệu vi khuẩn;[21]
- 1,5 triệu nấm;[22]
- ~ 1 triệu con mạt [23]
- ~ 1 triệu sinh vật nguyên sinh [24][25]

Năm 1982, Terry Erwin đã công bố một ước tính về sự phong phú của 30 triệu loài trên toàn cầu, bằng cách suy luận từ số lượng bọ cánh cứng được tìm thấy trong một loài cây nhiệt đới. Trong một loài cây, Erwin đã xác định được 1200 loài bọ cánh cứng, trong đó ông ước tính 163 loài chỉ được tìm thấy ở loại cây đó. Với 50.000 loài cây nhiệt đới được mô tả, Erwin cho rằng có gần 10 triệu loài bọ cánh cứng ở vùng nhiệt đới. Năm 2011, một nghiên cứu được công bố trên tạp chí PLoS Biology ước tính có 8,7 triệu ± 1,3 triệu loài sinh vật nhân chuẩn trên Trái Đất. Một nghiên cứu năm 2016 kết luận rằng Trái Đất là nơi sinh sống của 1 nghìn tỷ loài.

## Chỉ số đa dạng sinh học toàn cầu
Sau khi Công ước về Đa dạng sinh học được ký kết vào năm 1992, bảo tồn sinh học đã trở thành một ưu tiên hàng đầu của cộng đồng quốc tế. Có một số chỉ số được sử dụng để mô tả các xu hướng trong đa dạng sinh học toàn cầu. Tuy nhiên, không có chỉ số nhất định cho tất cả các loài còn tồn tại vì không phải tất cả đều đã được mô tả và đo lường theo thời gian. Có nhiều cách khác nhau để đo lường những thay đổi trong đa dạng sinh học. Chỉ số Hành tinh Sống (LPI) là một chỉ số dựa trên quần thể, kết hợp dữ liệu từ các quần thể cá thể của nhiều loài động vật có xương sống để tạo ra một chỉ số duy nhất. Chỉ số LPI toàn cầu cho năm 2012 giảm 28%. Ngoài ra còn có các chỉ số phân biệt các loài ôn đới và nhiệt đới cho các loài sinh vật biển và trên cạn. Chỉ số Danh sách Đỏ dựa trên Danh sách Đỏ của IUCN về các loài bị đe dọa và đo lường những thay đổi trong tình trạng bảo tồn theo thời gian và hiện bao gồm các đơn vị phân loại đã được phân loại hoàn chỉnh: động vật có vú, chim, lưỡng cư và san hô. Chỉ số Chim hoang dã Toàn cầu là một chỉ số khác cho thấy xu hướng dân số của các nhóm chim hoang dã trên quy mô khu vực từ dữ liệu thu thập được trong các cuộc điều tra chính thức. Những thách thức đối với các chỉ số này do tính sẵn có của dữ liệu là khoảng cách phân loại và khoảng cách thời gian của mỗi chỉ số. Đối tác Chỉ số Đa dạng sinh học được thành lập vào năm 2006 để hỗ trợ phát triển, nâng cao chỉ số đa dạng sinh học và tăng cường sự hiện có của các chỉ số.

## Tầm quan trọng của đa dạng sinh học
Đa dạng sinh học rất quan trọng đối với con người thông qua các dịch vụ và hàng hóa của hệ sinh thái. Các dịch vụ hệ sinh thái được chia thành: các dịch vụ điều tiết như lọc không khí và nước, cung cấp dịch vụ (hàng hóa), chẳng hạn như nhiên liệu và thực phẩm, các dịch vụ văn hóa và dịch vụ hỗ trợ như quá trình thụ phấn và chu trình dinh dưỡng.